# Кунда (язык)
Кунда, также чикунда, — бантоидный язык, распространённый в Зимбабве, а также в соседних Замбии и Мозамбике. Общее число носителей языка оценивалось в 157 260 человек, в том числе, в Зимбабве — 145 000 (на 2000 год). На языке кунда говорят представители одноимённого народа.
Основной ареал распространения — зимбабвийские провинции Центральный и Восточный Машоналенд, округ Хурунгве (Карои) в провинции Западный Машоналенд и долина реки Мвазамтанда.
Письменность — на основе латиницы.